# Seznam duhovnikov Nadžupnije Slovenske Konjice
Seznam duhovnikov Nadžupnije Slovenske Konjice

## Konjiški župniki (do 1738), nadžupniki in arhidiakoni[1]
| Ime in priimek                       | Začetek delovanja | Konec delovanja   | Opombe                                                              |
| ------------------------------------ | ----------------- | ----------------- | ------------------------------------------------------------------- |
| Sighart                              |                   |                   | omenjen 1113                                                        |
| Valentin Fabri                       | 1580              | (okoli 1485–1487) | savinjski in podjunski arhidiakon                                   |
| Gašper Hirzler                       | 1542              | 1561              |                                                                     |
| Adam Adaquaticus (Povoden)           | 1580              | 1593              |                                                                     |
| Gregor Urz                           | 1594              | 1608              |                                                                     |
| Marko Gonan                          | 1625              | 1635              |                                                                     |
| Janez Pavel Baselli                  | 1636              | 1653              |                                                                     |
| Matija Röringer pl. Rorinberg        | 1653              | 1667              |                                                                     |
| Boštjan Glavinić de Glamoć           | 1669              | 1689              | kasnejši senjsko-modruški škof, pokopan v konjiški župnijski cerkvi |
| Rudolf Anton grof Coronini           | 1689              | 1694              |                                                                     |
| Bolfenk Vajkard pl. Rain             | 1695              | 1703              |                                                                     |
| Andrej Ošaben                        | 1705              | 1707              | župnija v upravi Žičke kartuzije (1704-1737)                        |
| Primož Canker                        | 1707              | 1714              | v upravi Žičke kartuzije (1704–1737)                                |
| Franc X. Schneller                   | 1714              | 1716              | v upravi Žičke kartuzije (1704–1737)                                |
| Franc Ignac Orlandi                  | 1716              | 1730              | v upravi Žičke kartuzije (1704–1737)                                |
| Jernej (Bartolomej) Jankovič         | 1730              | 1737              | v upravi Žičke kartuzije (1704–1737)                                |
| Filip Bauchnigg (Vauhnik)            | 1737              | 1738              | v upravi Žičke kartuzije (1704–1737)                                |
| Janez Boltežar pl. Renzenberg        | 1738              | 1758              | nadžupnik                                                           |
| Franc Ignac Novak                    | 1759              | 1771              | nadžupnik                                                           |
| Žiga Karl Schrokinger pl. Neydenberg | 1771              | 1798              | nadžupnik                                                           |
| Jožef Anton pl. Jakomini             | 1798              | 1799              | nadžupnik                                                           |
| Janez Nepomuk Lenzendorfer           | 1799              | 1802              | nadžupnik                                                           |
| Anton Battistig (Batistič)           | 1803              | 1829              | nadžupnik                                                           |
| Valentin Miklavc                     | 1832              | 1840              | nadžupnik                                                           |
| Anton Terkuč                         | 1841              | 1858              | nadžupnik                                                           |
| Jožef Rozman                         | 1858              | 1874              | nadžupnik                                                           |
| Jožef Ulaga                          | 1875              | 1881              | nadžupnik                                                           |
| Franc Mikuš                          | 1882              | 1892              | nadžupnik                                                           |
| Jernej Voh                           | 1892              | 1901              | nadžupnik                                                           |
| Franc Hrastelj                       | 1902              | 1927              | nadžupnik, prelat, monsignor, arhidiakon                            |
| Franc Tovornik                       | 1927              | 1973              | nadžupnik, arhidiakon                                               |
| Ivan Pajk                            | 1973              | 2005              | nadžupnik, arhidiakon, monsignor častni občan Slovenskih Konjic     |
| Jože Vogrin                          | 2005              | sedanji nadžupnik | umeščen za arhidiakona 26. aprila 2009                              |

## Konjiški novomašniki 1945–2015[20]
| Ime in priimek     | Rojen, umrl                           | Posvečen         | Nova maša        | Opombe                                                                           |
| ------------------ | ------------------------------------- | ---------------- | ---------------- | -------------------------------------------------------------------------------- |
| Anton Prosenak     | * 14. december 1917 † 29. avgust 1997 | 10. oktober 1948 | 17. oktober 1948 |                                                                                  |
| Janez Nanut        | * 16. maj 1925 † 13. januar 2011      | 1950             | 1950             | nazadnje župnik na Senovem                                                       |
| Marijan Mihael Kuk | * 12. september 1927 † 5. julij 2012  | 29. junij 1952   | 6. julij 1952    |                                                                                  |
| Jožef Zalar        | * 1930 † 2014                         | 29. junij 1958   | 6. julij 1958    |                                                                                  |
| Gabrijel Cizl      | * 8. marec 1949 † 29. december 2017   | 1974             | 21. julij 1974   | nazadnje župnik na Prevaljah                                                     |
| Anton Ratej        | * 25. januar 1953 † 9. marec 2011     | 1980             | 6. julij 1980    | nazadnje bolnišnični kurat v Celju                                               |
| Franc Brglez       | * 1. januar 1954                      | 1980             | 13. julij 1980   | župnik na Prihovi, župnik na Prevaljah                                           |
| Karel Pavlič       | * 1. september 1954                   | 1985             | 14. julij 1985   |                                                                                  |
| Peter Leskovar     | * 11. april 1961                      | 1987             | 5. julij 1987    | župnik v Zrečah                                                                  |
| Janez Furman       | * 9. november 1960                    | 1987             | 12. julij 1987   | župnik na Loki pri Zidanem mostu                                                 |
| Alojz Petrič       | * 16. april 1963                      | 29. junij 1989   | 2. julij 1989    | župnik Nadžupnije Hoče                                                           |
| Jože Furman        | * 25. februar 1962                    | 29. junij 1989   | 2. julij 1989    | izstopil iz duhovništva                                                          |
| Vlado Leskovar     | * 16. maj 1972                        | 1997             | 6. julij 1997    | župnik na Bizeljskem, soupravitelj Župnije Kapele pri Brežicah in Župnije Pišece |
| Jože Povh          | * 1981                                | 29. junij 2007   | 8. julij 2007    | izstopil iz duhovništva                                                          |
| Marjan Ristič      | * 1982                                | 27. junij 2015   | 5. julij 2015    | župnik na Zgornji Polskavi, župnijski upravitelj na Spodnji Polskavi             |